# Коллинеарность

Два коллинеарных противоположно направленных вектора

Коллинеа́рность (от лат. con — совместность и лат. linearis — линейный) — отношение параллельности векторов: два ненулевых вектора называются коллинеарными, если они лежат на параллельных прямых или на одной прямой. Допусти́м синоним — «параллельные» векторы.
Коллинеарные векторы могут быть одинаково направлены (сонаправлены) или противоположно направлены (в последнем случае их иногда называют антиколлинеарными, или антипараллельными).
Основное обозначение — {\displaystyle {\vec {a}}\parallel {\vec {b}}}; сонаправленные коллинеарные векторы обозначаются как {\displaystyle {\vec {a}}\upuparrows {\vec {b}}}, противоположно направленные — {\displaystyle {\vec {a}}\uparrow \downarrow {\vec {b}}}.

## Свойства
- Отношение коллинеарности рефлексивно ({\displaystyle {\vec {a}}||{\vec {a}}}).
- Отношение коллинеарности симметрично ({\displaystyle {\vec {a}}||{\vec {b}}\Leftrightarrow {\vec {b}}||{\vec {a}}}).
- Отношение коллинеарности ненулевых векторов транзитивно: если {\displaystyle {\vec {a}}||{\vec {b}},\ {\vec {b}}||{\vec {c}}} и {\displaystyle {\vec {b}}\neq {\vec {0}}}, то {\displaystyle {\vec {a}}||{\vec {c}}}.
- Нулевой вектор коллинеарен любому вектору.
- Два вектора линейно зависимы тогда и только тогда, когда они коллинеарны.
- Если {\displaystyle {\vec {a}}||{\vec {b}}} и {\displaystyle {\vec {b}}\neq {\vec {0}}}, то существует действительное число {\displaystyle \lambda } такое, что {\displaystyle {\vec {a}}=\lambda {\vec {b}}\;} (причём {\displaystyle \lambda >0}, если векторы сонаправлены, и {\displaystyle \lambda <0}, если они противонаправлены). Это соотношение также может служить критерием коллинеарности.
- Тройка векторов, содержащая пару коллинеарных векторов, компланарна.
- Векторы на плоскости коллинеарны тогда и только тогда, когда их псевдоскалярное произведение равно 0. На плоскости два неколлинеарных вектора {\displaystyle {\vec {a}}} и {\displaystyle {\vec {b}}} образуют базис. Это значит, что любой вектор {\displaystyle {\vec {c}}} можно представить в виде: {\displaystyle {\vec {c}}=x_{1}{\vec {a}}+x_{2}{\vec {b}}}. Тогда {\displaystyle \;\{x_{1},x_{2}\}} будут координатами {\displaystyle {\vec {c}}} в данном базисе.
- Скалярное произведение коллинеарных векторов равно произведению их длин (взятых со знаком «минус», если векторы противоположно направлены).
- Векторное произведение коллинеарных векторов равно 0 — необходимое и достаточное условие коллинеарности.

## Обобщения
Критерии коллинеарности позволяют определить это понятие для векторов, понимаемых не в геометрическом смысле, а как элементы произвольного линейного пространства.
Иногда коллинеарными называют точки, которые лежат на одной прямой.